# 新馬山駅
新馬山駅 （シンマサンえき）は、大韓民国慶尚南道昌原市馬山合浦区にかつて存在した馬山港第1埠頭線の駅である。

## 歴史
- 日次不明：開業。
- 1977年12月15日：新設の馬山駅に統合される形で廃止[1]。

## 隣の駅
馬山港第1埠頭線
校原駅 - 新馬山駅 - 馬山港駅